# Heinrich Lossow

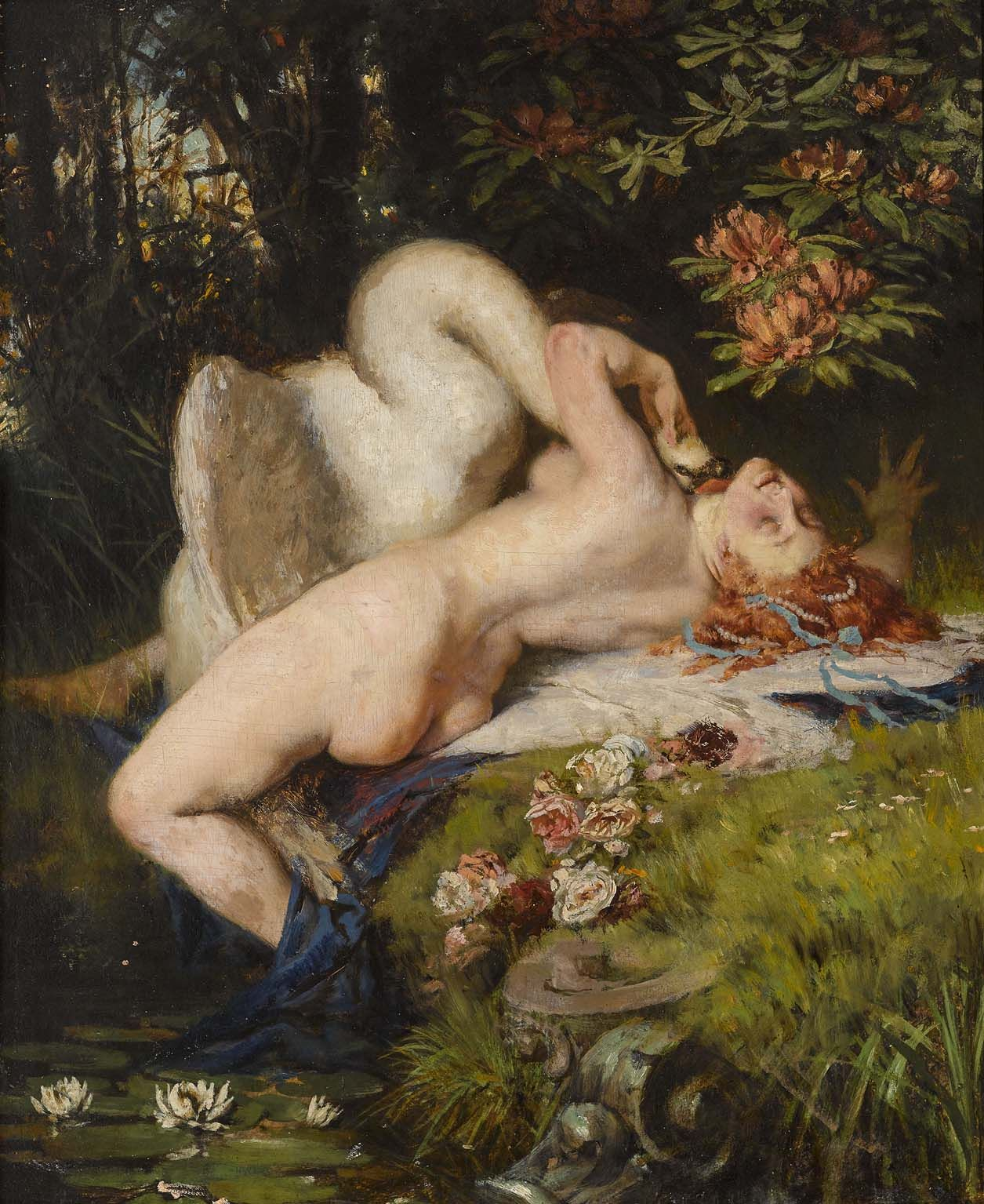
Leda und der Schwan

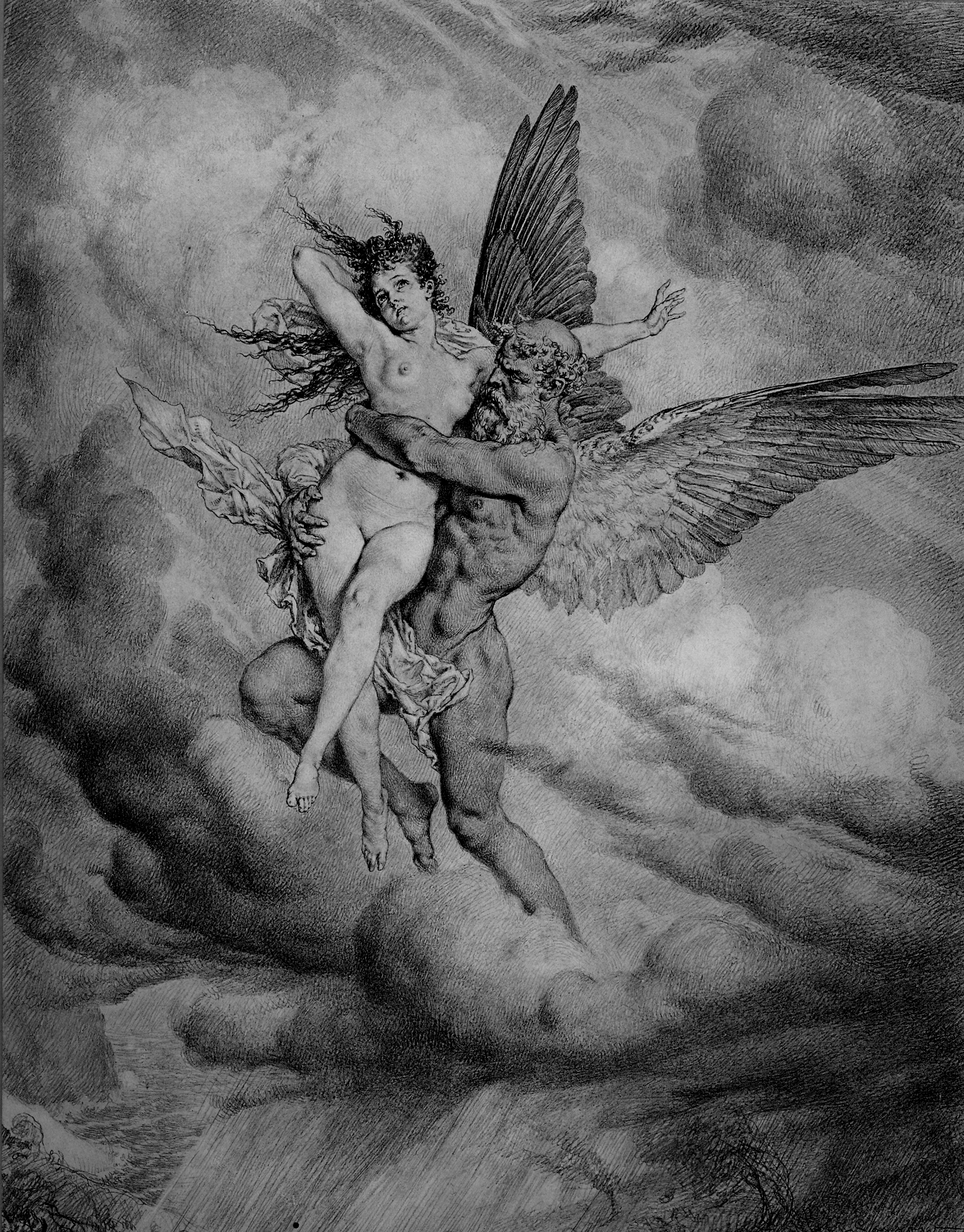
Boreas et Orithya, 1880

Heinrich Lossow (* 10. März 1843 in München; † 19. Mai 1897 in Schleißheim) war ein deutscher Genremaler, Zeichner und Illustrator.

## Leben und Werk
Lossow war der Sohn des Bildhauers Arnold Hermann Lossow. Seine Brüder waren der Tiermaler Friedrich Lossow und der Historienmaler Carl Lossow.
Seinen ersten künstlerischen Unterricht erhielt Lossow durch seinen Vater. Gefördert durch diesen wurde er – zusammen mit seinem Bruder Friedrich – Schüler von Karl Theodor von Piloty an der Akademie der Bildenden Künste München. Später machte er einige Studienreisen nach Frankreich und Italien.
Von diesen Reisen brachte er viele Impressionen und Skizzen mit, welche dann im Atelier Grundlage vieler seiner Bilder wurden. Einige seiner Werke lehnte Lossow an das Rokoko an, die zeitgenössisch als „pikant“ oder pornographisch galten. Ein treuer Diener seiner Frau, eine Mappe mit acht erotischen Radierungen, signierte er in der Platte mit dem Pseudonym Gaston Ferran, in Paris um 1890. Daneben war Lossow auch als Illustrator für einige Verlage u. a. für Werke von Shakespeare, Goethe und Schiller tätig. Eines der bekannteren Werke waren Die lustigen Weiber von Windsor von Shakespeare. Berühmt wurde er auch für Auftragsarbeiten nach Werken von Heinrich Heine.
Die letzten Jahre seines Lebens war Lossow als Konservator am Schloss Schleißheim für die dortige Gemäldegalerie zuständig.
Im Alter von 54 Jahren starb der Maler Heinrich Lossow am 19. Mai 1897 in Schleißheim.

## Werke (Auswahl)
- Triomphe de Cupidon. 12 dessins érotiques, 1881.
- Die Sphinx und der Dichter nach Heinrich Heine
- Musikalische Unterhaltung
- Flitterwochen
- Die Putzmacherin
- Die überraschte Schäferin
- Kabale und Liebe, Illustrationen[3]

## Werke (Auswahl) Treuer Diener seiner Frau

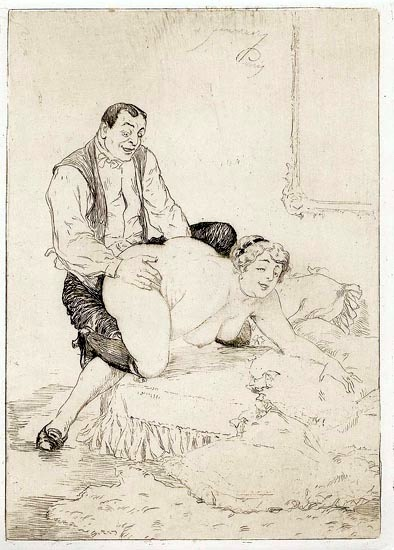
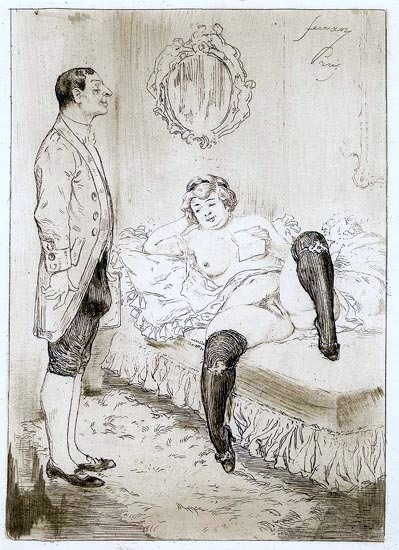
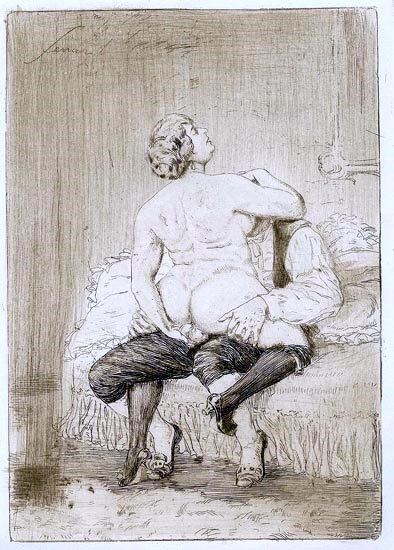
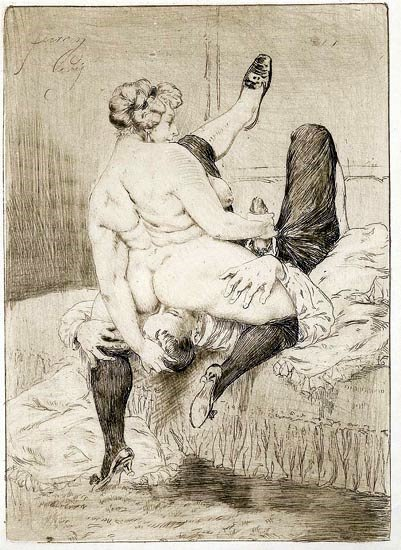
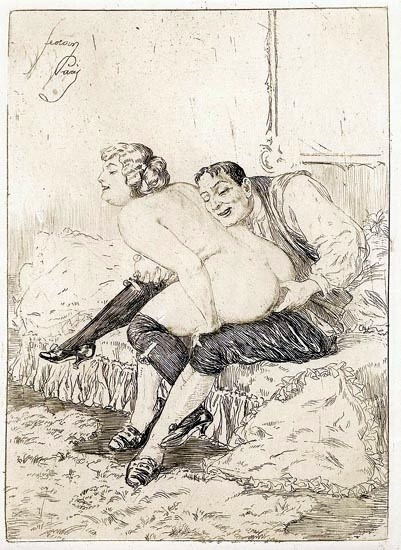